# Höknatt
Höknatt, hökenatt, hökanatt eller hökonatt (danska: høgenat, norska: hökunótt, fornvästnordiska: hǫkunátt, hǫggunátt) kallas i äldre nordisk tradition den längsta natten på året eller natten till tredje dagen före jul, vilket sammanfaller med vintersolståndet.
Enligt Snorre Sturlasson (Håkan Godes saga kapitel 15) var det den "midvinternatt" (miðsvetrarnótt) då julen började i Norge, innan (omkring år 940) denna högtids början genom kristet inflytande förlades till natten 24–25 december. Såväl ordets betydelse som tiden för höknattens firande är osäkra. Av Olav den heliges saga (kap. 114) framgår endast, att den förkristna julen inträffade någon tid efter vår jul. Kanske skedde det omkring 13 januari, som nu kallas tjugondedag jul. I Sverige (Uppsala) torde emellertid midvinterblotet, såvida detta var detsamma som disatinget, ha hållits omkring en månad senare. Hervarar saga (kap. 12) förlägger också julhögtiden till februari.

### Webbkällor
- uppslagsverk/encyklopedi/l%C3%A5ng/h%C3%B6knatt i Nationalencyklopedins nätupplaga.
- Svenska Akademiens ordbok: höknatt
- ”Yule”. https://thetroth.org/sv/resource/yule/. Läst 17 mars 2025.

### Dagstidningar
- ”Höknatt i Kungliga bibliotekets tidningsarkiv”. Kungliga biblioteket. tidningar.kb.se. https://tidningar.kb.se/search?q=h%C3%B6knatt&searchGranularity=part&_sort=datePublished. Läst 16 mars 2025.
- ”Hökanatt i Kungliga bibliotekets tidningsarkiv”. Kungliga biblioteket. tidningar.kb.se. https://tidningar.kb.se/search?q=h%C3%B6kanatt&searchGranularity=part&_sort=datePublished. Läst 16 mars 2025.
- ”Hökenatt i Kungliga bibliotekets tidningsarkiv”. Kungliga biblioteket. tidningar.kb.se. https://tidningar.kb.se/search?q=h%C3%B6kenatt&searchGranularity=part&_sort=datePublished. Läst 16 mars 2025.
- ”Hökonatt i Kungliga bibliotekets tidningsarkiv”. Kungliga biblioteket. tidningar.kb.se. https://tidningar.kb.se/search?q=h%C3%B6konatt&searchGranularity=part&_sort=datePublished. Läst 16 mars 2025.